# Нови Зеланд на Светском првенству у атлетици у дворани 2018.
Нови Зеланд је учествовао на 17. Светском првенству у атлетици у дворани 2018. одржаном у Бирмингему од 1. до 4. марта петнаести пут. Репрезентација Новог Зеланда имала је 4 учесника (3 мушкарца и 1 жена), који су се такмичили у 3 дисциплина (2 мушке и 1 женска).,
На овом првенству Нови Зеланд је по броју освојених медаља, са једном златном освојио девето место.
У табели успешности према броју и пласману такмичара који су учествовали у финалним такмичењима (првих 8 такмичара) Нови Зеланд је са 2 учесника у финалу заузео 18. место са 13 бодова.
| Плас. | Земља       | 1. место | 2. место | 3. место | 4. место | 5. место | 6. место | 7. место | 8. место | Бр. финал. | Бод. |
| ----- | ----------- | -------- | -------- | -------- | -------- | -------- | -------- | -------- | -------- | ---------- | ---- |
| 18.   | Нови Зеланд | 1        | 0        | 0        | 1        | 0        | 0        | 0        | 0        | 2          | 13   |

## Учесници
| Мушкарци: - Julian Oakley — 3.000 м - Hamish Karson — 3.000 м - Томас Волш — Бацање кугле | Жене: - Елиза Макартни — Скок мотком |  |

## Освајачи медаља

### Злато (1)
- Томас Волш — Бацање кугле

## Резултати

### Мушкарци
| Атлетичар     | Дисциплина   | Лични рекорд  | Квалификације | Квалификације | Финале                 | Финале       | Детаљи |
| Атлетичар     | Дисциплина   | Лични рекорд  | Резултат      | Место         | Резултат               | Место        | Детаљи |
| ------------- | ------------ | ------------- | ------------- | ------------- | ---------------------- | ------------ | ------ |
| Julian Oakley | 3.000 м      | 7:44,34       | 7:55,92 КВ    | 4. у гр. 2    | 8:18,60                | 9 / 16 (22)  |        |
| Hamish Karson | 3.000 м      | 7:47,22       | 8:14,40       | 10. у гр. 1   | Није се квалификовао   | 15 / 16 (22) |        |
| Томас Волш    | бацање кугле | 21,78 ОКР, НР |               |               | 22,31 СРС, ОКР, НР, ЛР |              |        |

### Жене
| Атлетичарка    | Дисциплина  | Лични рекорд | Квалификације | Квалификације | Финале           | Финале | Детаљи |
| Атлетичарка    | Дисциплина  | Лични рекорд | Резултат      | Место         | Резултат         | Место  | Детаљи |
| -------------- | ----------- | ------------ | ------------- | ------------- | ---------------- | ------ | ------ |
| Елиза Макартни | Скок мотком | 4,70 НР      |               |               | 4,75 ОКР, НР, ЛР | 4 / 12 |        |